# Vincent Perriot
Vincent Perriot (Olivet, 15 april 1984) is een Franse stripauteur. Nog tijdens zijn studies in Angoulême publiceerde hij zijn eerste strip Entre deux (Editions de la cerise). Na zijn studies werkte hij samen met scenarist Arnaud Malherbe. Samen maakten ze Rode Taiga, een avontuur tijdens de burgeroorlog in Rusland na de Russische revolutie. Met Rode Taiga won Perriot in 2005 de prijs voor jong talent op het stripfestival van Angoulême.
Op scenario van Arnaud Malherbe maakte Perriot ook Belleville Story, een donker misdaadverhaal in twee delen. De strip speelt zich af in de wijk Belleville waar scenarist Malherbe woonde. Op basis van het scenario van Malherbe werd tegelijk een televisiefilm gedraaid voor de zender ARTE.

## Werk
- Entre Deux (Editions de la cerise)
- Rode Taiga (met Arnaud Malherbe) (Vrije Vlucht, Dupuis)
- Belleville Story (met Arnaud Malherbe) (Dargaud)

- Bibliothèque nationale de France: cb155690333 (data)
- Gemeinsame Normdatei: 119367803X
- International Standard Name Identifier: 0000 0001 2098 2687
- Library of Congress Control Number: no2015061040
- Nationale Bibliotheek van Tsjechië: xx0263954
- Système universitaire de documentation: 12802917X
- Virtual International Authority File: 326124
- WorldCat: E39PBJrrxpyXbwTcbVFKqypHG3